# شينوس
الشِّينُوس  أو الشَّكِينُوس أو شجرة الفُلفُل الكاذب هو جنس من الأشجار المزهرة والشجيرات الطويلة في فصيلة السماق أي البطمية. يُعرف أنواع الجنس عمومًا باسم أشجار الفلفل. شجرة الفلفل البيروفية أي الفلفل البيروي هي مصدر التوابل المعروفة باسم الفلفل الوردي. بعض أنواعها كالفلفل البرازيلي هي من الأنواع المجتاحة خارج موائلها الطبيعية.